# 치타주
치타주(러시아어: Чити́нская о́бласть) (면적: 431,500 km2, 인구: 115만5,346(2002년))는 2008년 3월 1일 이전에 존재했던 러시아의 주이다. 시베리아의 남동부에 위치해 있었다. 중심지는 치타였다. 중국 (998 km), 몽골 (868 km), 이르쿠츠크주, 아무르주, 부랴트 공화국, 사하 공화국과 접하고 있었으며, 아긴스크부랴트 자치구에 둘러싸여 있었다.
오늘날의 치타 주의 면적은 1653년에 코사크인 표트르 베케토프가 정했다. 사람들은 몽골와 중국에 접해있는 이지역으로 이동했다. 그리고 트랜스시베리아 철도를 놓았다. 1920년에 치타 주는 극동공화국이 되었으나, 1922년 11월에 러시아에 합병되었다. 치타 주는 2008년 3월 1일에 아긴스크부랴트 자치구와 함께 자바이칼 지방으로 통합되었다.

### 시간대
야쿠츠크 시간대 (YAKT)에 놓여 있다. UTC와의 시차는 +1000 (YAKT)이다.

## 행정 구역

### 군
- 악신스키 군 (Акшинский)
- 알렉산드로보자보츠키 군 (Александрово-Заводский)
- 발레이스키 군 (Балейский)
- 보르진스키 군 (Борзинский)
- 체르니솁스키 군 (Чернышевский)
- 치틴스키 군 (Читинский)
- 가지무로자보츠키 군 (Газимуро-Заводский)
- 칼라르스키 군 (Каларский)
- 칼간스키 군 (Калганский)
- 카림스키 군 (Карымский)
- 힐록스키 군 (Хилокский)
- 크라스노치코이스키 군 (Красночикойский)
- 크라스노카멘스키 군 (Краснокаменский)
- 키린스키 군 (Кыринский)
- 모고친스키 군 (Могочинский)
- 네르친스코자보츠키 군 (Нерчинско-Заводский)
- 네르친스키 군 (Нерчинский)
- 올로뱌닌스키 군 (Оловяннинский)
- 오논스키 군 (Ононский)
- 페트롭스크자바이칼스키 군 (Петровск-Забайкальский)
- 프리아르군스키 군 (Приаргунский)
- 셸로푸긴스키 군 (Шелопугинский)
- 실킨스키 군 (Шилкинский)
- 스레텐스키 군 (Сретенский)
- 툰기로올렉민스키 군 (Тунгиро-Олекминский)
- 툰고코첸스키 군 (Тунгокоченский)
- 울레톱스키 군 (Улетовский)
- 자바이칼스키 군 (Забайкальский)